# 秋浦河路
秋浦河路，安徽省合肥市的一条东西向支路，得名自长江南岸支流秋浦河，曾称皖江路。道路东起上海路，经北京路、当涂路、大强路后终于马鞍山路。沿路有五金机电商贸城、包河区残联、朱岗社区委员会、和地大厦等。合肥轨道交通1号线的秋浦河路站即是依此路命名。

## 轨道交通
- █ 1号线：秋浦河路站